# Stepanawan
Stepanawan – miasto w Armenii, położone nad rzeką Dzoraget. Mocno ucierpiało w wyniku trzęsienia ziemi w 1988 roku. W pobliżu miejscowości znajduje się Dendropark Stepanawan założony przez Polaka – Edmunda Leonowicza.